# Professional de la música
Les professions de la música o professions musicals són totes aquelles que, a les societats avançades, actuals, fan possible el funcionament de la música en aquests contextos.
L'existència de música a la nostra societat ha portat al naixement d'una sèrie de tasques professionals o professions amb un grau d'especialització creixent, i proporcionalment més gran a les societats més avançades. Només algunes d'aquestes professions corresponen a allò que majoritàriament la societat entén com a músic.
Es poden establir diversos grups en aquestes professions:
- Els productors de so. Entre aquests habitualment s'hi ha inclòs els compositors i els intèrprets, però recentment[1] s'ha fet notar que els tècnics de so també tenen una importància gran en el resultat sonor -tant del concert com de l'enregistrament- i que, per tant, cal que siguin inclosos en aquest grup. En el terreny de la composició hom entén com a professions diferents la de songwriter, la d'arranjador, la de compositor de bandes sonores, etc. I en el de la interpretació, no sols hi ha especialitzacions en la direcció –tant de cor com d'orquestra- en el cant i en cada un dels instruments, sinó en els diversos estils. El mercat aprecia els instrumentistes hàbils en diversos estils[2] però continuen essent una proporció petita. També ho són els professionals de més d'un instrument, tot i que tenen una certa tradició els que toquen instruments propers (clavicèmbal i orgue, violí i viola, baix elèctric i contrabaix...); en alguns àmbits concrets, com per exemple els de les cobles - orquestres ha estat -i continua essent- freqüent que un mateix instrumentista toqués un instrument en la formació de cobla i un de ben diferent en la formació d'orquestra per al ball.
- Els intermediaris entre aquest so produït i el receptor o oient. En aquest apartat es poden distingir subgrups:
  - Els educadors, professions especialitzades en funció del tipus i nivell educatiu al qual es fa referència. En alguns nivells, també especialitzades en funció d'assignatures, instruments i estils ensenyats. Els animadors i monitors musicals treballen en camps de l'educació no formal.
  - Els musicoterapeutes.
  - Els investigadors –en especial musicòlegs i etnomusicòlegs, a més de teòrics de la música. Sovint treballen en algunes de les indústries de la música o a la premsa.
  - Activitats vinculades a la premsa, sia especialitzada o no; en especial crítics i periodistes.
  - Professions vinculades a la construcció i a la reparació i posada a punt d'instruments, que inclou no sols els luthiers sinó tota una gamma àmplia de professions mot diverses, com diversos són els instruments.
  - L'edició musical també inclou un nombre important de professions. Inclou els llibres sobre música, les partitures i els material audiovisual, en especial els CDs i el vídeo en els seus diversos formats; també per a la ràdio i la televisió. Cada un d'aquests medis requereix professions i professionals diferents: els copistes en el cas de les partitures, i els musicòlegs, en la majoria de medis, en funció de l'estil de la música que s'editi.
  - La preservació i la difusió del patrimoni musical també requereix museòlegs, restauradors, bibliotecaris i arxivers especialitzats en materials musicals.
  - Finalment hi ha tot l'espai del que el món anglosaxó anomena el music business, el món de les empreses musicals. Aquí treballen els empresaris –de discogràfiques o gires de concerts i festivals, per exemple- els productors, els gestors musicals, els programadors, els agents i mànagers dels artistes (en especial dels intèrprets).
  - Un cas concret d'empreses musicals són el comerç. Per una banda el comerç d'enregistraments i per altre el d'instruments i partitures; aquests darrer també està sotmès a un cert grau d'especialització en funció d'instruments, estils i repertoris.
- Alguns arriben a comptabilitzar entre les professions de la música els advocats especialistes en drets d'autor.

Tradicionalment l'ensenyament professionalitzador impartit als conservatoris s'ha dedicat a unes poques d'aquestes professions mentre la universitat cobria algunes de les altres –sobretot dedicades a la recerca i l'educació- i un ventall considerable quedava sense cobrir d'una manera reglamentada i a vegades s'han exercit sense un itinerari formatiu prou adequat a la realitat. En aquest sentit, la creació de l'ESMUC representà, a Catalunya, un pas important per la seva voluntat de cobrir un ventall molt ampli de professions de la música.
Malgrat aquesta gran diversitat de tasques professionals, l'exercici professional de la música habitualment es porta a terme de manera que una mateixa persona no es dedica a una sola d'aquestes professions sinó a dues o més, no tant per qüestions merament econòmiques sinó perquè aquest és el funcionament intrínsec de la música.